# Hlučín
Hlučín là một thị trấn thuộc huyện Opava, vùng Moravskoslezský, Cộng hòa Séc.